# Northwood (London Underground)

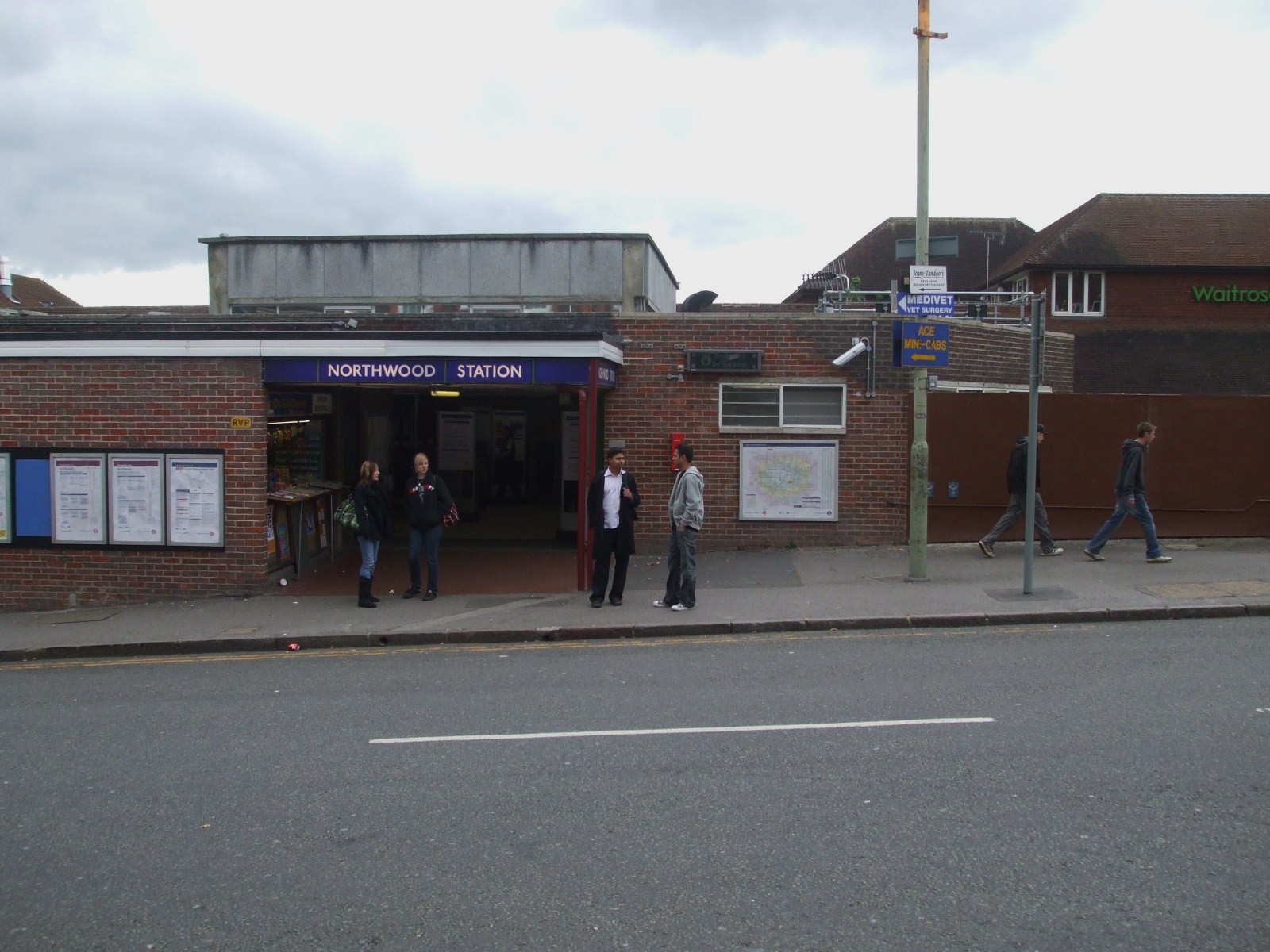
Stationsgebäude

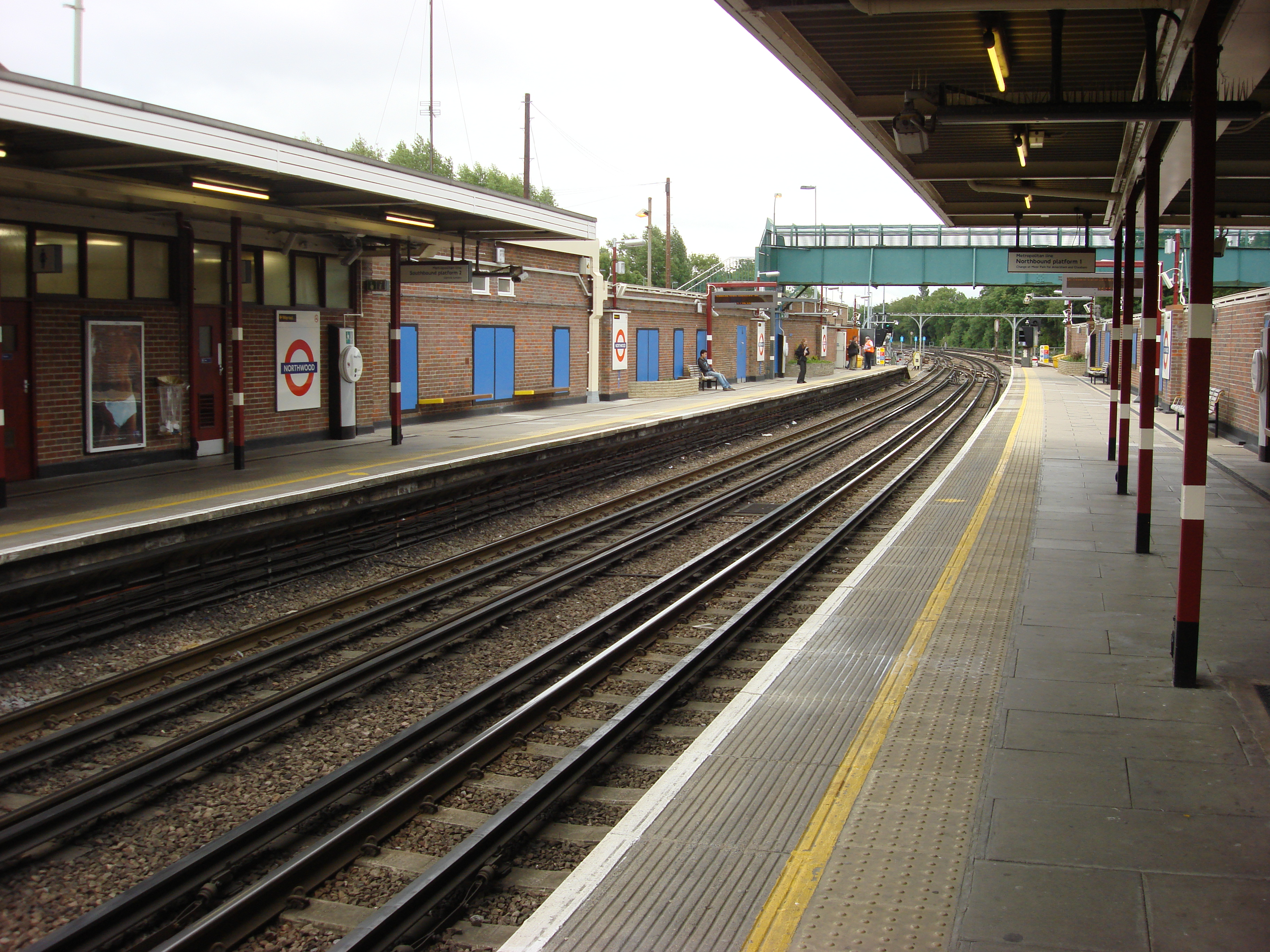
Bahnsteige

Northwood ist eine oberirdische Station der London Underground im Stadtbezirk London Borough of Hillingdon. Sie liegt in der Travelcard-Tarifzone 6 an der Green Lane. Die von der Metropolitan Line bediente Station wurde im Jahr 2013 von 2,28 Millionen Fahrgästen genutzt.
Die Station liegt am viergleisigen Streckenabschnitt zwischen Harrow-on-the-Hill und Moor Park. Nur die beiden nördlichen Gleise verfügen über Seitenbahnsteige, an diesen halten Lokalzüge der Metropolitan Line. Expresszüge der Metropolitan Line sowie sämtliche Züge der Bahngesellschaft Chiltern Railways fahren auf den beiden südlichen Gleisen ohne Halt durch. Einzelne von London her kommende Züge wenden in Northwood, in der Regel jedoch nur bei Bauarbeiten oder Betriebsstörungen weiter nördlich.
Die Eröffnung der Station erfolgte am 1. September 1887 durch die Metropolitan Railway (Vorgängergesellschaft der Metropolitan Line). Am 5. Januar 1925 wurde der Abschnitt Harrow-on-the-Hill – Rickmansworth elektrifiziert. Im Jahr 1962 erhielt die Strecke zwischen Northwood Hills und der Verzweigung nördlich von Moor Park eine zweite Doppelspur.